# Chapelle de Lothéa
La chapelle de Lothéa, dont la fondation remonte à près de dix siècles, est un des monuments les plus anciens de Quimperlé, quoique modeste. C'était alors le siège de la plus importante paroisse de la région de Quimperlé : la paroisse de Lohéa comprenait 73 villages ou hameaux et incluait la majeure partie de la forêt de Toulfoën, ainsi que la trève de Trélivalaire.

## La paroisse de Lothéa

### Histoire de la paroisse
Saint They ou saint Théa, saint peu connu du début du VIe siècle, était un disciple de saint Guénolé, religieux de Landévennec. La date de fondation de la chapelle est encore inconnue, il faut attendre 1029 pour entendre parler de ce « monastela » dans l'acte de donation d'Alain Canhiart, comte de Cornouaille, à l'Abbaye de Sainte-Croix. En effet, ce dernier tombé malade en son château de Quimperlé décide, outre la fondation du monastère dédié à la Sainte Croix, de donner à l'Abbaye le petit monastère dédié à saint Théa, ce qui montre qu'il existait, avant 1029, au moins un oratoire dédié à ce saint. 
Après avoir fait partie de la paroisse de Mellac, Lothéa est érigé ensuite en paroisse par l'évêque de Quimper avec l'approbation des moines de Sainte-Croix, Lothéa ne pouvait avoir que de faibles revenus du fait de la proximité de la puissante abbaye. 
L'église paroissiale fut sans doute ruinée lors du passage des Anglais dans la région en 1373. Des maisons de Lothéa furent incendiées pendant les Guerres de la Ligue par le célèbre brigand Guy Eder de La Fontenelle.
Il faudra attendre le recteur Jean Cariou pour restaurer, deux siècles plus tard, l'antique sanctuaire dans la forme que nous avons connue avant sa ruine complète. Le recteur Cariou mourut, dans la vénération générale, en 1691. Il fut inhumé sous le petit porche construit par lui-même une vingtaine d'années auparavant. 

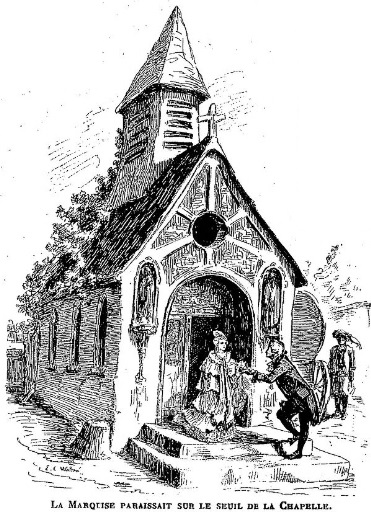
Dessin de 1907 représentant la chapelle de Lothéa (illustration d'une nouvelle de Léon de Tinseau)

En 1759 la paroisse de Lothéa devait chaque année fournir 17 hommes pour servir de garde-côtes.
Jean-Baptiste Ogée décrit ainsi Lothéa en 1778 :

« Lothéa ; au bord de la forêt de Carnoët ; à 9 lieues et demie à l'est-sud-est de Quimper, son évêché ; à 30 lieues et demie de Rennes et à une demi-lieue de Quimperlé, sa subdélégation et le ressort de sa haute justice. Cette paroisse relève du Roi et compte 1 000 communiants, y compris ceux de Trélivaler [Trélivalaire], sa trève. La cure est présentée par l'abbé de Sainte-Croix de Quimperlé. Ce territoire, couvert d'arbres et de buissons, offre à la vue la forêt de Carnoët, qui appartient au Roi, des vallons, des montagnes, des terres en labeur et des prairies. La rivière Laïta traverse ce territoire, qui renferme les maisons nobles de Rosmain-Glasse [Ros-an-Menglaz], de Kerlidu et de Quelbin [Queblen]. »

À la veille de la Révolution, la paroisse est fort pauvre ; elle inclut la trève de Trélivalaire. C'est une petite paroisse, formée d'un bourg minuscule, de quelques hameaux de paysans, de nombreuses loges forestières, mais qui inclut aussi un petit quartier urbain de la périphérie de Quimperlé. Le dernier recteur sera Jacques Galliot (il succède à Guillaume Guillou, nommé recteur de Mellac), nommé recteur de Lothéa en 1783 ; il rédigea, entouré de ses paroissiens, le 27 mars 1789 le cahier de doléances, mais refusera catégoriquement de prêter serment à la constitution civile du clergé ; il fut emprisonné au château de Brest, puis déporté en Espagne ; il fut par la suite nommé recteur de Clohars-Carnoët en 1802. 
En 1790, Lothéa est transformé en commune, mais celle-ci n'a qu'une existence éphémère, supprimée dès le 7 août 1791 pour être annexée par Quimperlé, quelques hameaux étant annexés par les communes de Clohars-Carnoët et Moëlan-sur-Mer. Dès 1791, la municipalité de Quimperlé décide la suppression de la paroisse, malgré les protestations des paroissiens, à la suite du refus du recteur de prêter serment de fidélité à la Constitution civile du clergé. Deux ans plus tard, le presbytère est vendu comme bien national (acheté par Jacques Cambry), ainsi que l'enclos paroissial (acheté par Louis Le Nir, oncle du futur poète Auguste Brizeux) ; des cérémonies clandestines se déroulent dans l'église. L'église sera rachetée en 1797 par le laboureur Le Beuz pour qu'elle appartienne à tout le monde, grâce à une quête effectuée dans la paroisse.
La paroisse est supprimée lors du Concordat de 1801 et devient alors une simple chapelle qui ne s'anime plus guère que lors des pardons du mardi de Pâques, du lundi des Rogations et surtout lors du grand pardon du dimanche de la Trinité. Ce grand pardon est évoqué en 1869 dans un conte par Ernest du Laurens de la Barre.
Abandonnée en 1947, l'église s'effondre dix ans plus tard ; elle devient carrière de pierres et peu à peu, il ne subsiste que le pignon et le clocher. Ruinée en 1985, la chapelle de Lothéa fait, depuis, l'objet d'une rénovation méticuleuse par la passion des bénévoles du comité de sauvegarde présidé par le général de La Villemarqué.

## La chapelle de Lothéa

### Architecture

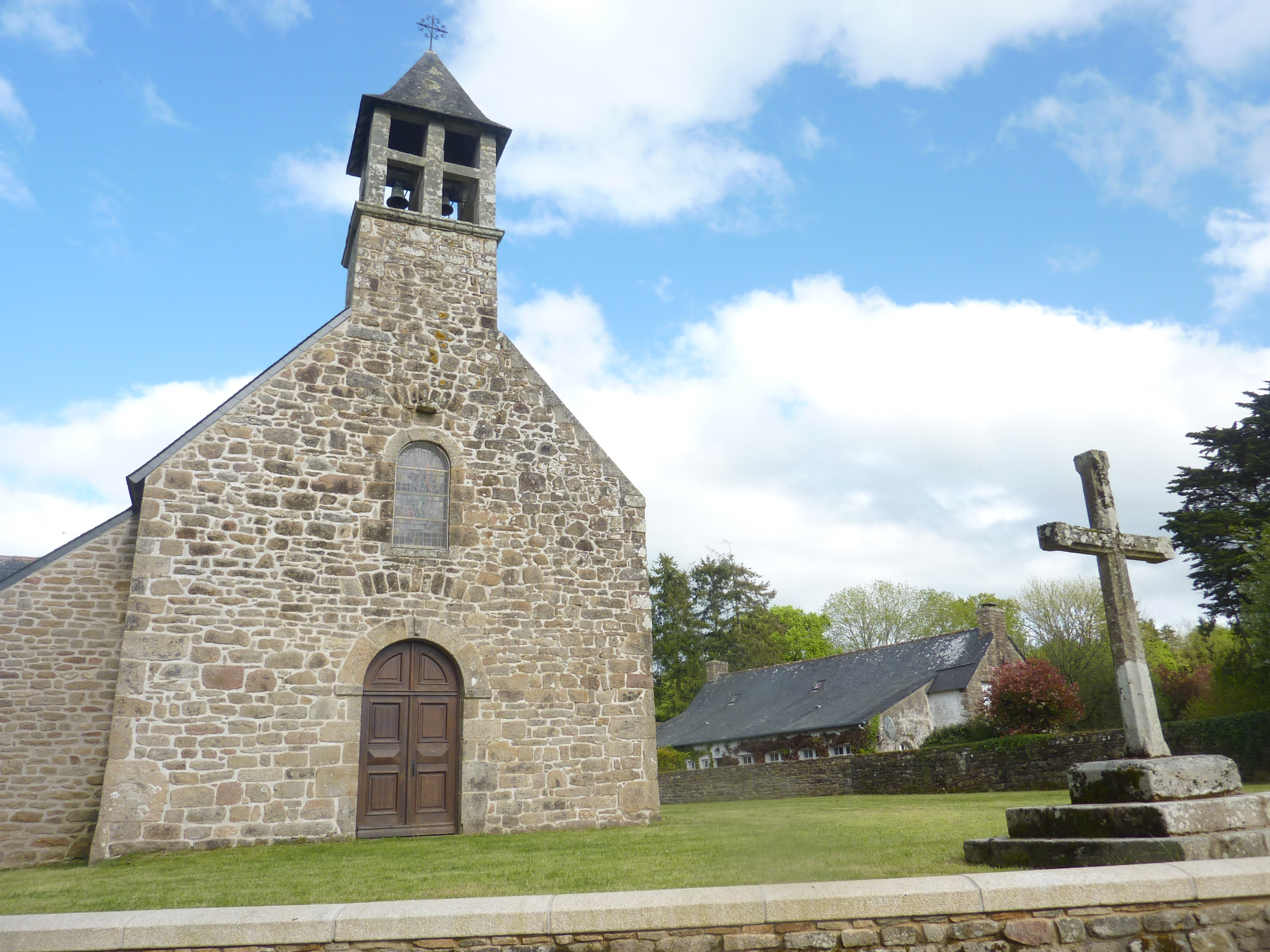
La chapelle de Lothéa et son calvaire.

L'église remaniée par Jean Cariou au XVIIe siècle mesurait 18 m de long sur 9 m de large. C'est lui qui construisit le clocher restauré en 1986. Pour embellir son église, il ajouta un petit porche qui donnait sur le cimetière. Il refit également le collatéral Nord et perça une jolie verrière à gauche du chœur. Trois petites lucarnes placées sur le toit dispensaient une lumière diffuse dans la nef principale et donnait une atmosphère propice au recueillement. La nef principale était séparée du collatéral Nord par des arcs gothiques. Le maître-autel était en bois peint et datait du XVIIe siècle. 

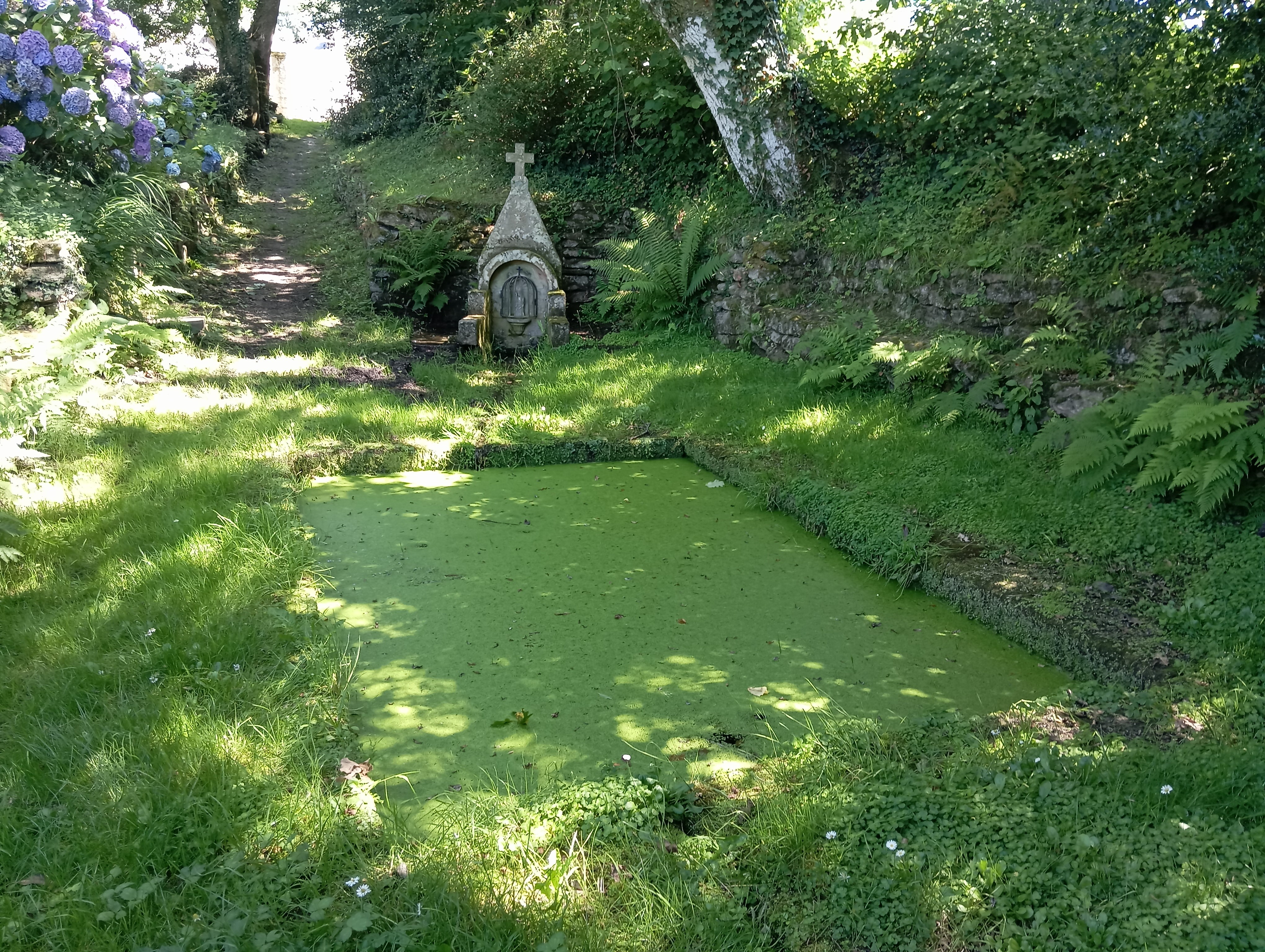
Chapelle de Lothéa ː fontaine de dévotion située près de la chapelle.

L'église de Lothéa se présente comme un rectangle dans lequel s'inscrivent deux nefs séparées par quatre colonnes cylindriques et un chevet plat. Deux demi-colonnes engagées à l'est et à l'ouest supportent cinq arcades ogivales dont les moulures pénètrent directement dans les colonnes sans chapiteaux. L'absence de chapiteaux et le profil des arcs, sont typiques de la fin du XVe siècle et du début du XVIe. Rien n'est demeuré du monument roman qui l'a précédé. Le porche latéral et la façade surmontée du clocher ont été ajoutés sous le règne de Louis XIV. Entre ce porche et l'est de l'église, l'ancienne chapelle dédiée à Notre-Dame de Lorette, servit de sacristie. Exposées au Nord, les fenêtres (œil de bœuf) servent à l'éclairage. 

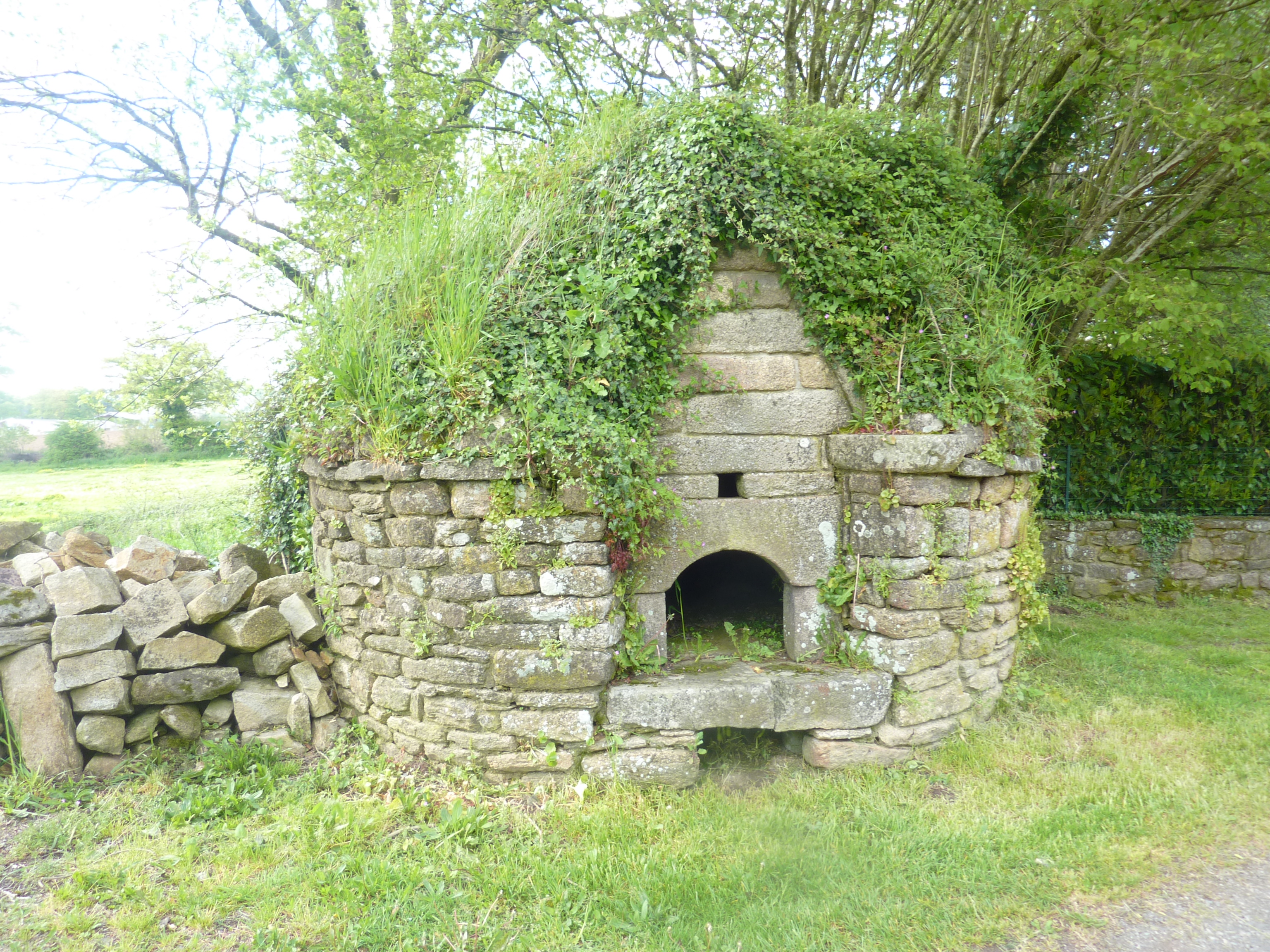
Ancien four près de la chapelle de Lothéa.

Le porche, déplacé anciennement à la base de l'église de Saint Colomban, en 1960, est remonté à la chapelle de Lothéa durant l'été 1987. Seules les arcades moulurées, les pierres qui l'entourent, la niche qui le surmonte demeurent les témoins de ses origines au temps du recteur Cariou.

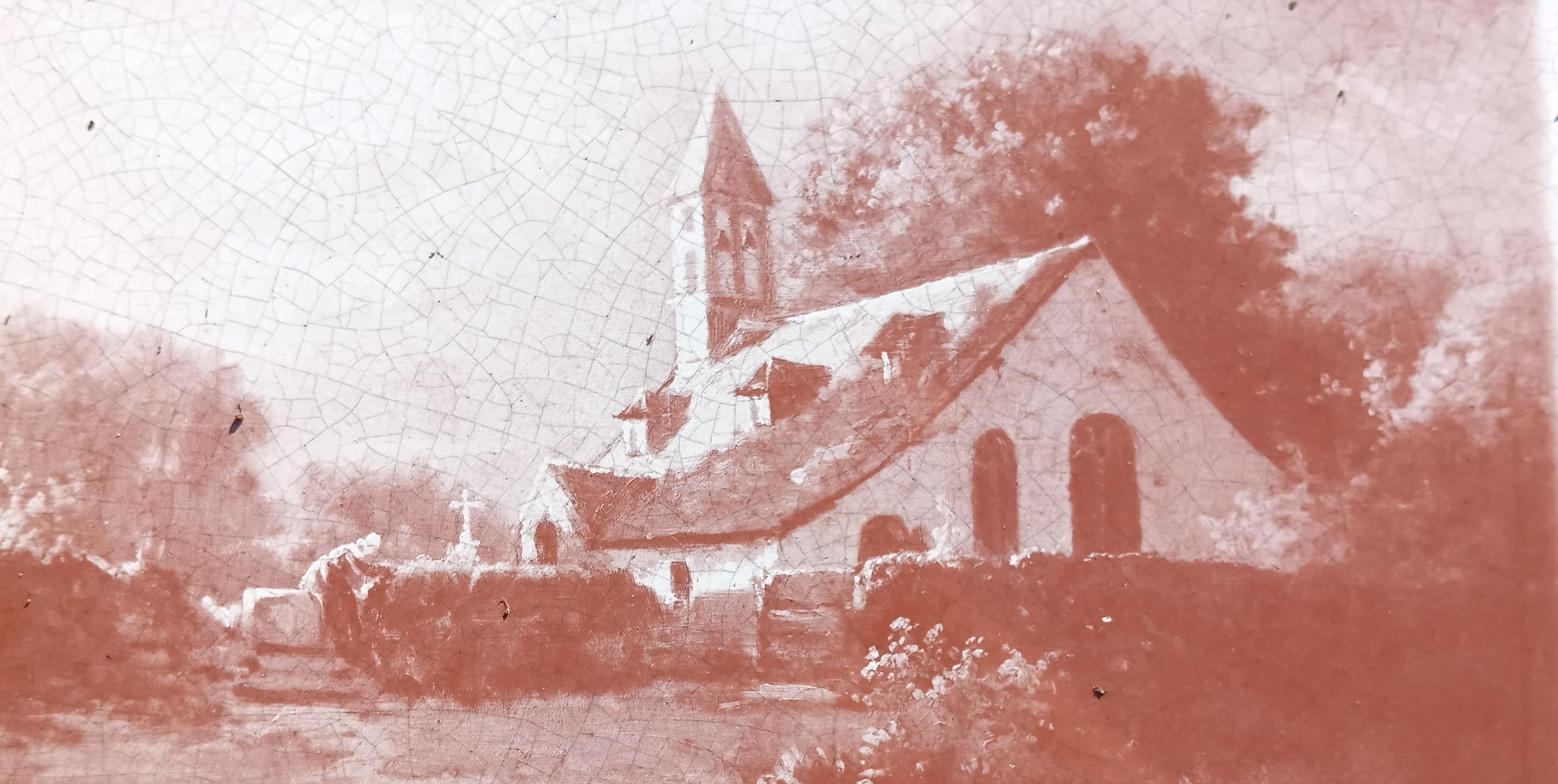
Louis Noël : la chapelle de Lothéa vers la fin du XIXe siècle.
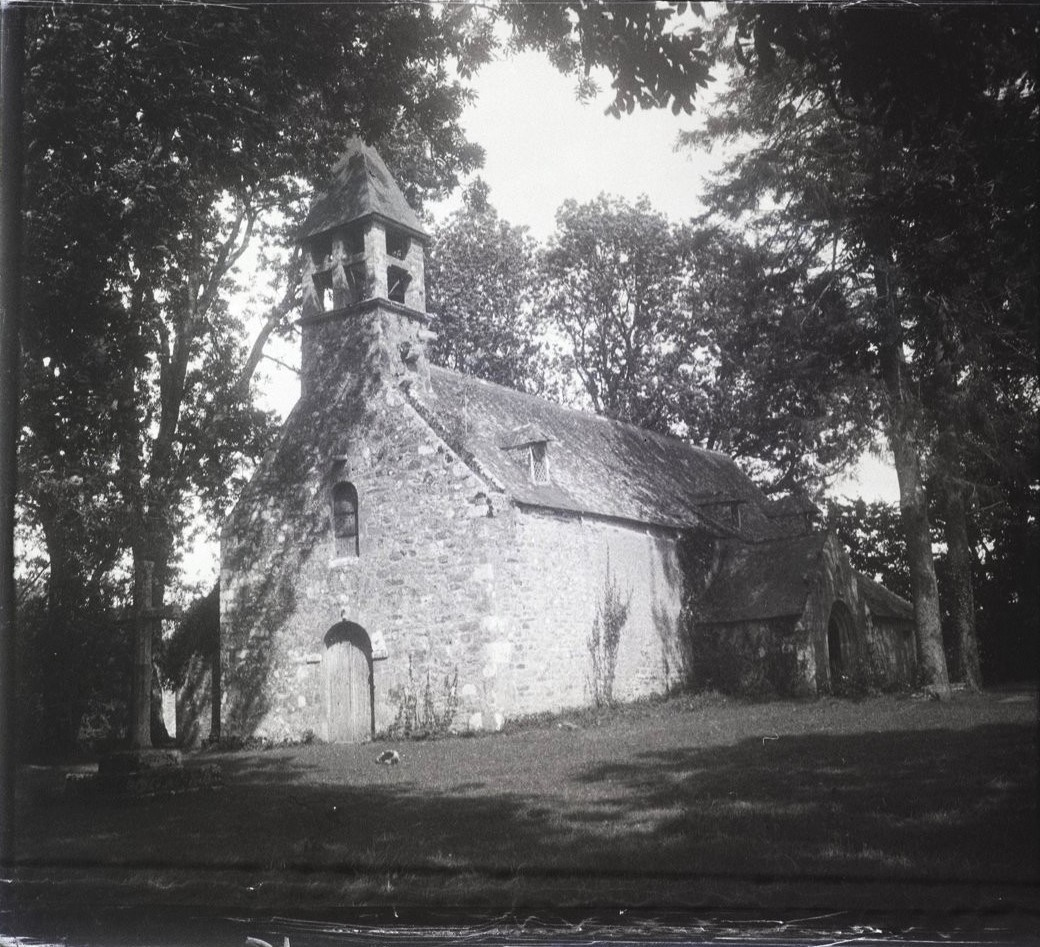
La chapelle de Lothéa en 1931.

En face de la chapelle, se trouve l'ancien presbytère, actuellement habité. Une croix de mission de 1912 et 1938 fut brisée l'hiver 1967. Elle est reconstruite à l'automne 1986. On peut voir aussi un four à pain, restauré en 1986, dont les corbelets ont été volés lors de la restauration.

### Le mobilier et la décoration de la chapelle de Lothéa
Petite église d'une paroisse pauvre, l'église de Saint Théa n'a jamais possédé le riche mobilier des sanctuaires urbains, des chapelles de pèlerinage ou même de riches paroisses rurales. De plus, les inventaires sont incomplets ou contradictoires et les modestes témoins d'une piété séculaire ont disparu dans la légalité ou le vol.
Les autels furent sans doute au moins au nombre de trois : un maître-autel datant du XVIIe, un autel latéral au nord et une chapelle seigneuriale.
Les statues semblent avoir appartenu à deux groupes, l'un antérieur, l'autre contemporain de l'abbé Cariou. Notamment une petite Pietà, une Vierge Mère et un saint Yves. Le souvenir et les caractéristiques de ces 3 statues volées sont conservées par trois photographies. Un saint Théa en bois préservé dans l'église Notre-Dame de Quimperlé s'ajoute à ce groupe de statues. 
Les autres statues remontent au XVIIe siècle : le grand Christ se trouve également à Notre-Dame, le Père Eternel est actuellement à l'Abbatiale Sainte Croix. Deux autres statues ont été amenées de Lothéa à Notre-Dame en 1949 : une grande Pietà et Notre-Dame de Vérité, actuellement à Sainte Croix. Depuis 2009, le comité fait sculpter, par un artiste de Châteauneuf-du-Faou, un Saint Théa en bois polychrome. Trois statues de 1,5m sont des dons : un Sacré-Cœur, une sainte Germaine Cousin, une Vierge. 

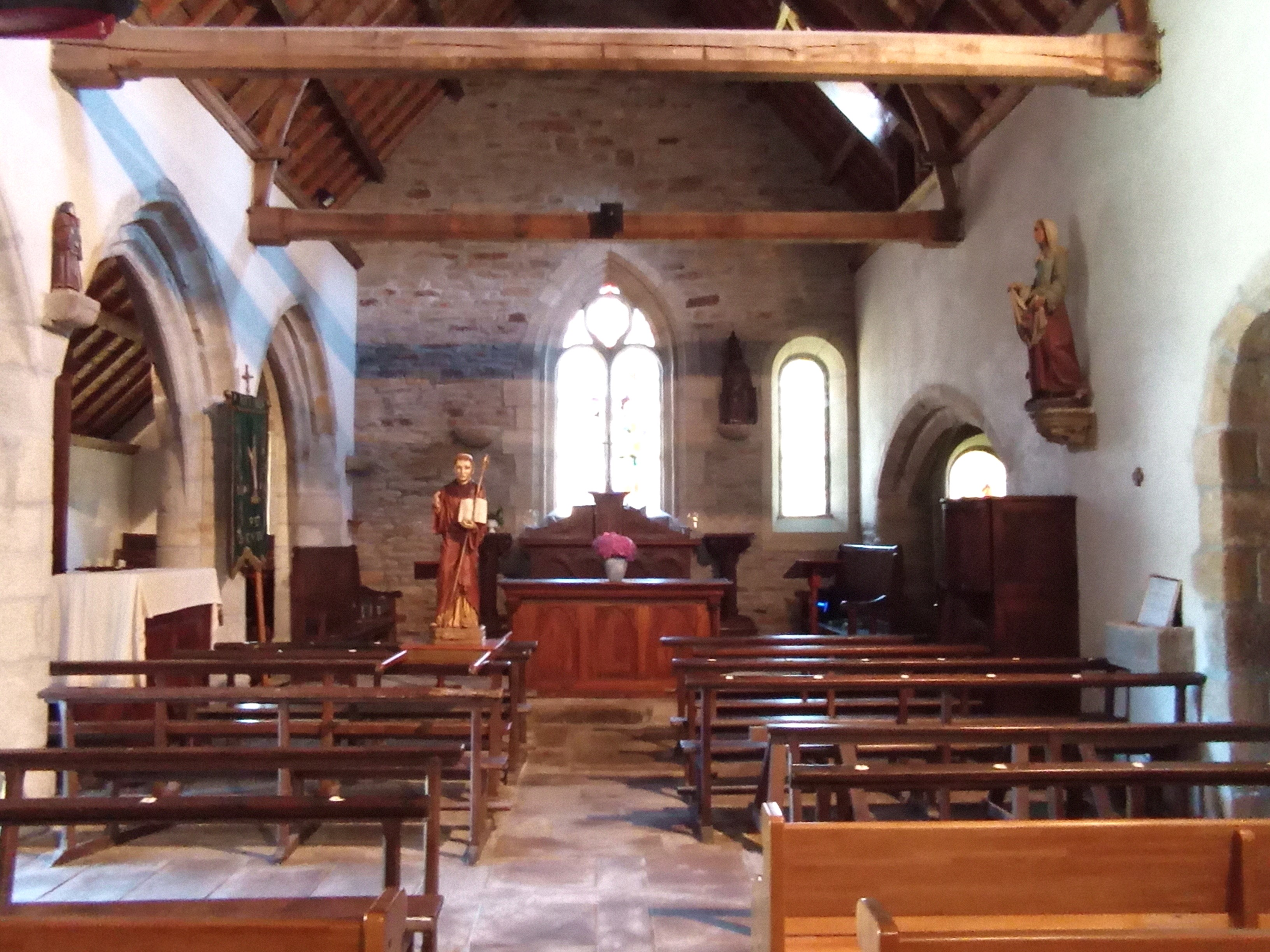
Chapelle de Lothéa : vue intérieure d'ensemble.
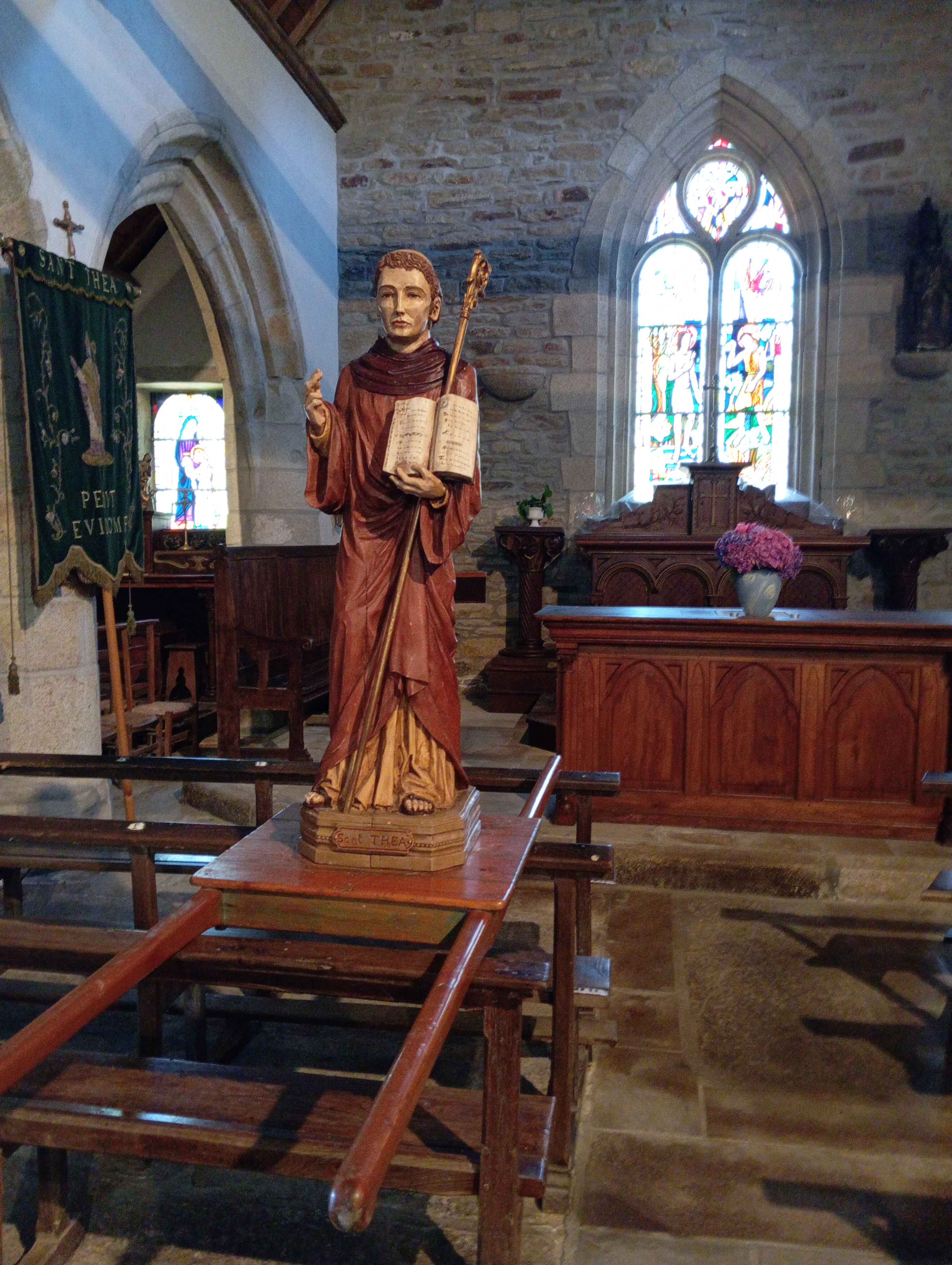
Chapelle de Lothéa : statue de saint Théa (sur son brancard de procession).
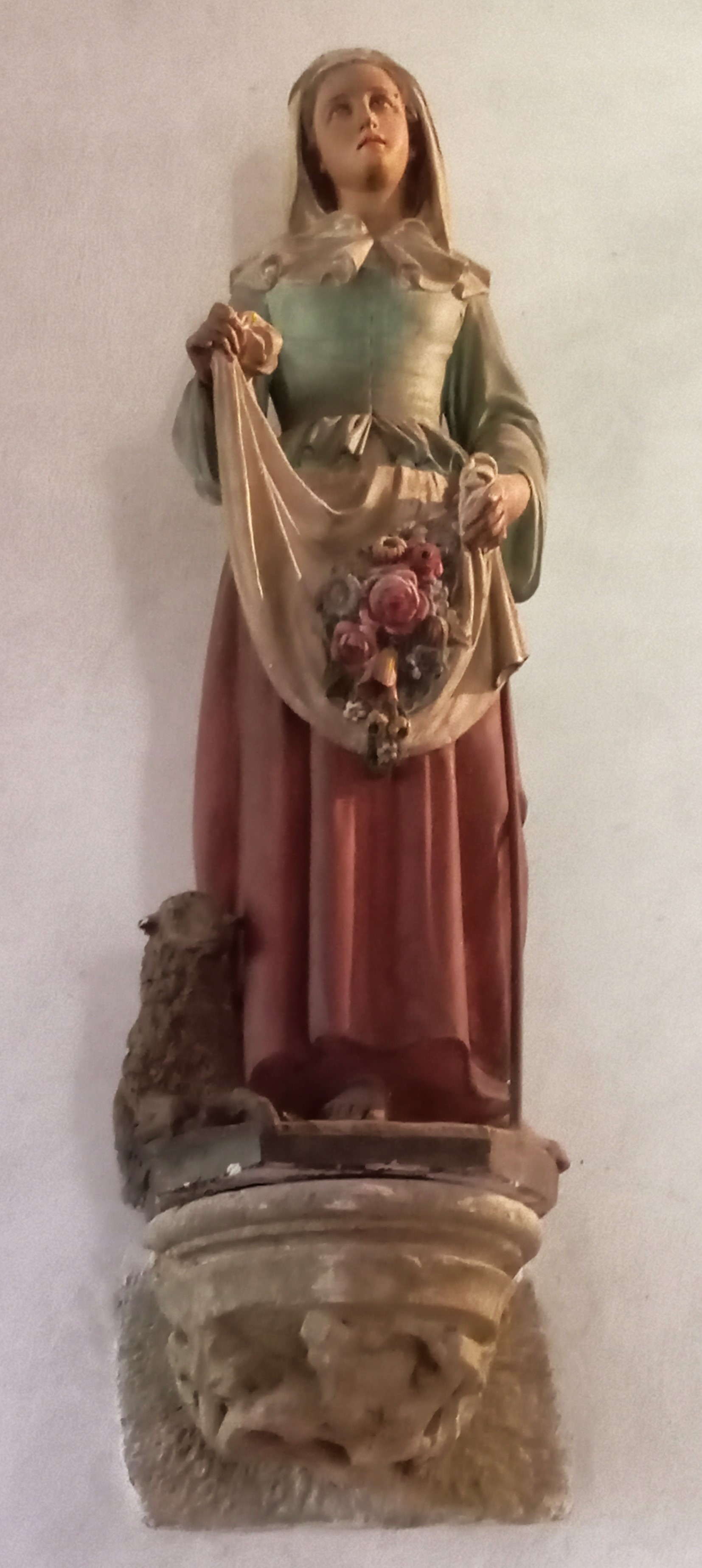
Chapelle de Lothéa : statue de sainte Germaine Cousin.
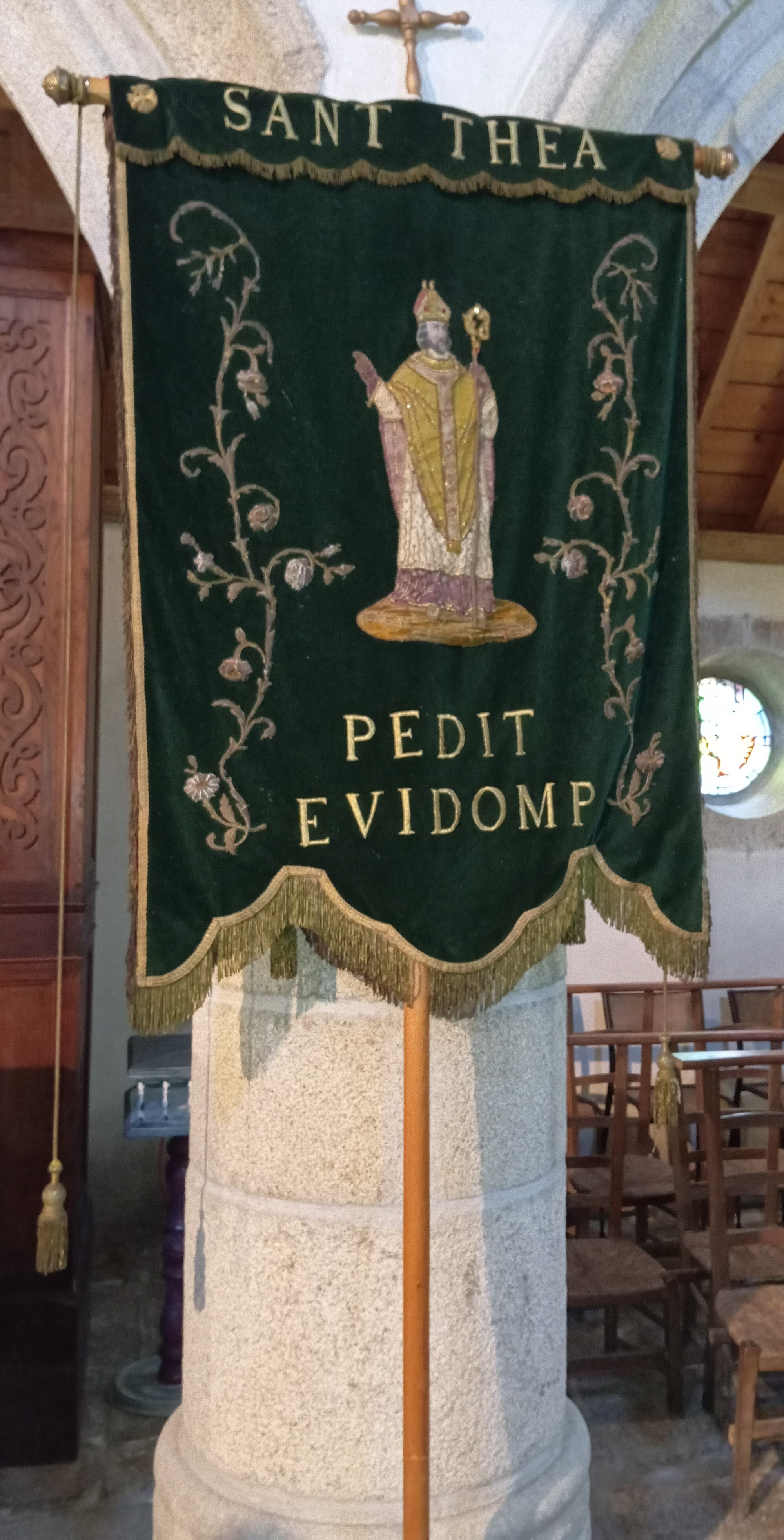
Chapelle de Lothéa : bannière de procession de saint Théa.

Les fonts baptismaux ont été mis à l'abri dans le jardin du presbytère de Quimperlé pendant plusieurs années. Aujourd'hui, le baptistère et le bénitier ont retrouvé l'intérieur de la chapelle de Lothéa. Ils sont la version réduite et en granit du superbe baptistère de l'église Notre-Dame.
En l'an 2000, après 15 ans de travaux, les vitraux sont posés. Le mur du placître, le lavoir, le monument de la fontaine ont été reconstruits. En 2010, l'association finance la rénovation de la grande entrée de la chapelle. Les grands piliers sont en place et deux «strapen an diaoul» (pièges du diable) les encadrent. Ce sont deux pierres plates de faible hauteur, elles empêchent l'entrée des animaux errants mais permettent d'accéder à la chapelle sans avoir à ouvrir le portail. Ces éléments sont fréquents en Bretagne, on leur accorde un côté superstitieux, les jeunes mariées devaient les enjamber pour se rendre à la chapelle.

### Le pardon de Lothéa
Le Pardon de Lothéa a lieu chaque année le dimanche après la Pentecôte.
Par le passé le célèbre Pardon des oiseaux de Toulfoën se déroulait sous les frondaisons à proximité de la chapelle.

### Le tumulus de Lothéa
Ub tumulus se trouve non loin de la chapelle.